# Malartic
Malartic é uma cidade do noroeste da província de Quebec, Canadá, na regionalidade municipal do condado de La Vallée-de-l'Or, na região de Abitibi-Témiscamingue. Localiza-se a aproximadamente 80 quilômetros a leste de Rouyn-Noranda.

## História
Em 1907, quando a região de Abitibi estava sendo explorada, o nome Malartic foi escolhido para a vila e o lago, seguindo o padrão de atribuir nomes de regimentos e oficiais do exército do General Montcalm. Recebeu este nome em homenagem a Anne Joseph Hippolyte de Maurès, Conde de Malartic, ajudante de ordens de Montcalm.
A descoberta de ouro em 1923 levou a uma corrida do ouro à região, atraindo colonos à área em 1928. Em 1935, a Canadian Malartic Gold Mines iniciou suas operações, empregando pessoas de todo o Canadá e de vários países do leste europeu. Em 1965, a Canadian Malartic fechou suas minas, o que levou ao declínio econômico e populacional.
Em 2008 e 2009, prospecções da empresa Osisko Mining revelaram a existência de novas reservas, estimadas em aproximadamente 2550 toneladas sob o solo. A empresa recebeu aprovação do governo de Quebec para iniciar a exploração do que se tornaria a maior mina de céu aberto no Canadá.